# Пермьтелефильм
«Пермьтелефи́льм» — главная редакция Пермской студии телевидения в 1962—1992 годах, творческое объединение Пермской государственной телекинорадиокомпании в 1992—1994 годах, творческо-производственное объединение в составе Творческо-производственного объединения «Союзтелефильм» в 1994—1997 годах.

## История
Создана как Главная редакция кинопроизводства в 1962 году, когда было принято решение о создании в стране региональных студий телевизионного фильмопроизводства. Тридцать с лишним лет «Пермьтелефильм» выпускал документальные, художественные, музыкальные и мультипликационные фильмы, отразившие своеобразие и богатство искусства и культуры Прикамья, самые разные направления художественного творчества наших земляков. В середине 1980-х годов была переименована в Главные редакции подготовки программ на пленке. В 1992 году ликвидирована, на её базе создано Творческое объединение «Пермьтелефильм», в 1994 году — Творческо-производственное объединение «Пермьтелефильм» Творческо-производственного объединения «Союзтелефильм». Ликвидировано 11 марта 1997 года.

## Фильмы
Свыше 70 пермских киноработ отмечены дипломами, призами и другими наградами зональных, республиканских, всесоюзных и международных конкурсов. На Пермской студии телевизионного кино был снят знаменитый, ставший гордостью пермяков, фильм «Три с половиной дня из жизни Ивана Семёнова — второклассника и второгодника» (режиссёр Константин Березовский, 1966).

## Мультипликационные фильмы

### Зарождение анимации в Перми
Так получилось, что зарождение мультипликации в Перми пришлось на период отечественного анимационного бума.
В 60-е годы художники стремятся преодолевать шаблонное мышление, навязанные идеологические трафареты. В этот период, период оттепели, анимация начинает острее чувствовать свою актуальность, происходит переосмысление понятия «мультипликации» как продукции исключительно для детей. Лучшие фильмы этого времени — это настоящие эстетические прорывы, впервые социальный накал, размышления о настоящем и будущем, о законах нравственности — были облачены в форму философического, исповедального высказывания. К примеру, поэтические притчи Хржановского «Жил-был Козявин» (1966) и «Стеклянная гармоника» (1968) хотя и были положены до поры на полку, но в анимационной среде были восприняты как революционное откровение.
Ещё одной тенденцией советской мультипликации 1960-х является возрождение кукольной анимации. Возможно, это одна из главных причин преобладания в мультипликации «Пермьтелефильма» объёмного кино. А возможно, предпочтение отдавалась кукольным мультфильмам, потому как режиссёр-постановщик главной редакции кинопроизводства при Пермском телевидении Л. М. Кощеников долгие годы был одновременно и режиссёром театра кукол.

### Особенности пермской мультипликации
Эстетика пермских мультфильмов весьма разнообразна: от упомянутых выше кукол (театральных «Волшебная калоша» 1970, объёмных «Тяп и Мика» 1972, плоских «Потя и Потиха», 1982) или рисованных с перекладками ("Сказание о Кудым-Оше», 1988) до комбинированных с живыми актёрами («Босоножка и её друзья», 1975).
При этом отличительная особенность всех анимационных фильмов пермской студии, не зависимо от техники их выполнения — это музыкальность. Вся музыка, используемая в них — оригинальна (большую часть её писал ленинградский композитор Рогачев), нередко в мелодику вплетены исконные фольклорные темы. Именно музыка в состоянии придать ощущение ирреальности вполне бытовым историям, либо, напротив, внести нотку обыденности в самые сказочные, как казалось, сюжеты.
Следующая особенность пермской мультипликации — это её огромное внимание к фольклору вообще, и в частности к коми-пермяцкому эпосу. К этому направлению можно отнести и мультфильмы «Верешок» (1984), «Потя и Потиха» (1982), «Замочек с секретом» (1985) и двухчастевой мультфильм «Богатырские сказы» («Сказ о Пере богатыре», 1988 и «Сказание о Кудым-Оше», 1988). «Фольклор — дело серьёзное, считает Леонид Маркович Кощеников. — В нём нашли отражение важнейшие проблемы становления народного сознания. В эпических сказаниях, впрочем, как и в песнях, сказках, легендах, можно проследить судьбу целого народа. Кудым-Ош — богатырь языческих времен, в этом образе можно увидеть отголоски тотемизма, ведь Кудым — значит, „медведь“, самый могучий, „главный“ зверь уральской тайги. <…> Пера-богатырь пришёл к нам из эпохи раннего христианства и заставляет вспомнить о его системе образов».
При создании анимационных фильмов обращённых к уральским мотивам проявляется немалое внимание к деталям — все изображения используемые в таких мультфильмах очень близки народной живописи коми-пермяков, над их созданием работал талантливый коми-пермяцкого художник В. Оньков. В музыке, звучащей в фильме, в фонограмму вплетены народные коми-пермяцкие мотивы. А речь персонажей — насыщенна диалектизмами.
Следующий момент, который заслуживает отдельного внимания при анализе пермской анимации — это мультфильмы для взрослых.
Первый же фильм, «Как Ваня жену выбирал» стал в 1979 году призёром Всесоюзного фестиваля телевизионных фильмов в Баку. Второй — «Всем чертям назло» (1981), неоднократно показывался по центральному телевидению. Герои этих мультфильмов — персонажи из русских народных сказок, перенесённые в современность. Как отмечал сам режиссёр Л. Кощеников (о фильме «Всем чертям назло»): «В новом фильме сказочные персонажи и эпизоды перенесены в современность. Будет семь песен — озорных, а иногда, на наш взгляд, ядовитых. Зло (а его в нашем фильме представляют два вполне современных чёрта и их тетка Баба Яга) нередко обладает одним свойством. Оно активно. В то время как добро, опять-таки нередко, медлительно, пассивно. Вот об этом феномене наш фильм».

### Редакционно-производственный состав мультцеха
- Леонид Кощеников
- Ирина Тимофеева
- Светлана Можаева
- Нина Паластрова
- Ангелина Березовская
- Станислав Ольшевский
- Людмила Ольшевская
- Светлана Голдобина
- Светлана Коршунова
- Вера Кудряшова
- Галина Богодвид

### Выпущенные мультфильмы
- 1965 — «Семь Я»
- 1966 — «Как Лежебока Неохоткин работягой стал»
- 1971 — «Волшебная калоша»
- 1969 — «Как кот Васька в третий класс перешёл»
- 1970 — «Сказка про доброго слона»
- 1971 — «Май-мастеровой, необыкновенная машина и король-вояка»
- 1972 — «Самый уважаемый»
- 1972 — «Тяп и Мика»
- 1973 — «Самый учёный заяц»
- 1974 — «Девочка и лев»
- 1974 — «День рождения»
- 1975 — «Эх, ты, Тишка, Тишка…»
- 1975 — «Босоножка и её друзья»
- 1976 — «Будь моим слоном»
- 1977 — «Два медвежонка»
- 1978 — «Как Ваня жену выбирал»
- 1979 — «Приключения Чипа»
- 1980 — «Петькины трюки»
- 1981 — «Всем чертям назло»
- 1982 — «Потя и Потиха»
- 1983 — «Капризка»
- 1984 — «Верешок»
- 1985 — «Замочек с секретом»
- 1986 — «В стране весёлой детства»
- 1987 — «Верь-не-верь»
- 1988 — «Сказ о Пере богатыре»
- 1988 — «Сказание о Кудым-Оше»
- 1989 — «Про Ксюшу и Компьюшу»
- 1989 — «Мимикрия»
- 1990 — «В старом сундуке»
- 1990 — «Факел и балерина»
- 1992 — «Щедрость»
- 1993 — «Домовой и каша»
- 1993 — «Когда родителей нет дома»
- 1994 — «Домовой и книга»
- 1994 — «Смолянка, восковинка и жевательная резинка»
- 1994 — «Шарик»
- 1995 — «Загадки, шутки и всяческие прибаутки»
- 1996 — «Говорящий картофель»
- 1997 — «Отражение»